# Zuideramstel
Zuideramstel was van 1998 tot 2010 een stadsdeel van de gemeente Amsterdam in de Nederlandse provincie Noord-Holland. Per 1 mei 2010 is het opgegaan in het nieuwe stadsdeel Amsterdam-Zuid.
Het stadsdeel werd in 1998 gevormd door een fusie van de stadsdelen Rivierenbuurt en Buitenveldert, met toevoeging van de Prinses Irenebuurt (die tot 1998 deel uitmaakte van het Stadsdeel Zuid). Ook de Zuidas maakte deel uit van dit stadsdeel. Op 1 januari 2007 telde dit stadsdeel 46.784 inwoners.

## Geschiedenis
Het stadsdeel werd ingesteld in 1998. Zie voor de geschiedenis: Rivierenbuurt en Buitenveldert.

## Buurten en wijken in voormalig Stadsdeel Zuideramstel
- Prinses Irenebuurt
- Rivierenbuurt
- Rijnbuurt
- Scheldebuurt
- Strekenbuurt
- IJsselbuurt
- Zuidas-gebied
- Buitenveldert
- Buitenveldert-West
- Buitenveldert-Oost

## Parken en groengebieden
- Amsterdamse Bos (noordelijk deel, grootste deel ligt in Amstelveen)
- Beatrixpark
- Martin Luther Kingpark (Rivierenbuurt)
- Amstelpark (Buitenveldert)
- Gijsbrecht van Aemstelpark (Buitenveldert)
- 't Kleine Loopveld

## Bijzondere gebouwen
- RAI, tentoonstellingscomplex en congrescentrum (Rivierenbuurt)
- Voormalig woonhuis van Anne Frank aan het Merwedeplein (Rivierenbuurt)
- Wolkenkrabber (Rivierenbuurt)
- World Trade Center (Zuidas)
- Hoofdkantoor ABN AMRO Bank (Zuidas)
- Infinity, het voormalig hoofdkantoor van de ING Group (Zuidas)
- Vrije Universiteit (Buitenveldert)

## Dagelijks bestuur Zuideramstel
Het dagelijks bestuur van Zuideramstel telde tot 2010 drie leden:
- Duco Adema (PvdA) Stadsdeelvoorzitter, Wonen, RO.
- Paul Slettenhaar (VVD) onder andere portefeuillehouder Financiën, EZ, Verkeer, OR
- Henk Boes (CDA) onder andere Parken, Sport, ICT

## Stadsdeelraad Zuideramstel
De stadsdeelraad telde 25 zetels. In de periode 2006-2010 waren deze als volgt verdeeld:
- PvdA 7 zetels
- VVD 6 zetels
- SP 1 zetels
- GroenLinks 3 zetels
- Zuideramstel Sociaal 3 zetels
- CDA 2 zetels
- Baas in eigen buurt 1 zetel
- D66 1 zetel
- Vereniging ZuiderAmstelbelangen 1 zetel